# سیکورسکی اس-۷۰

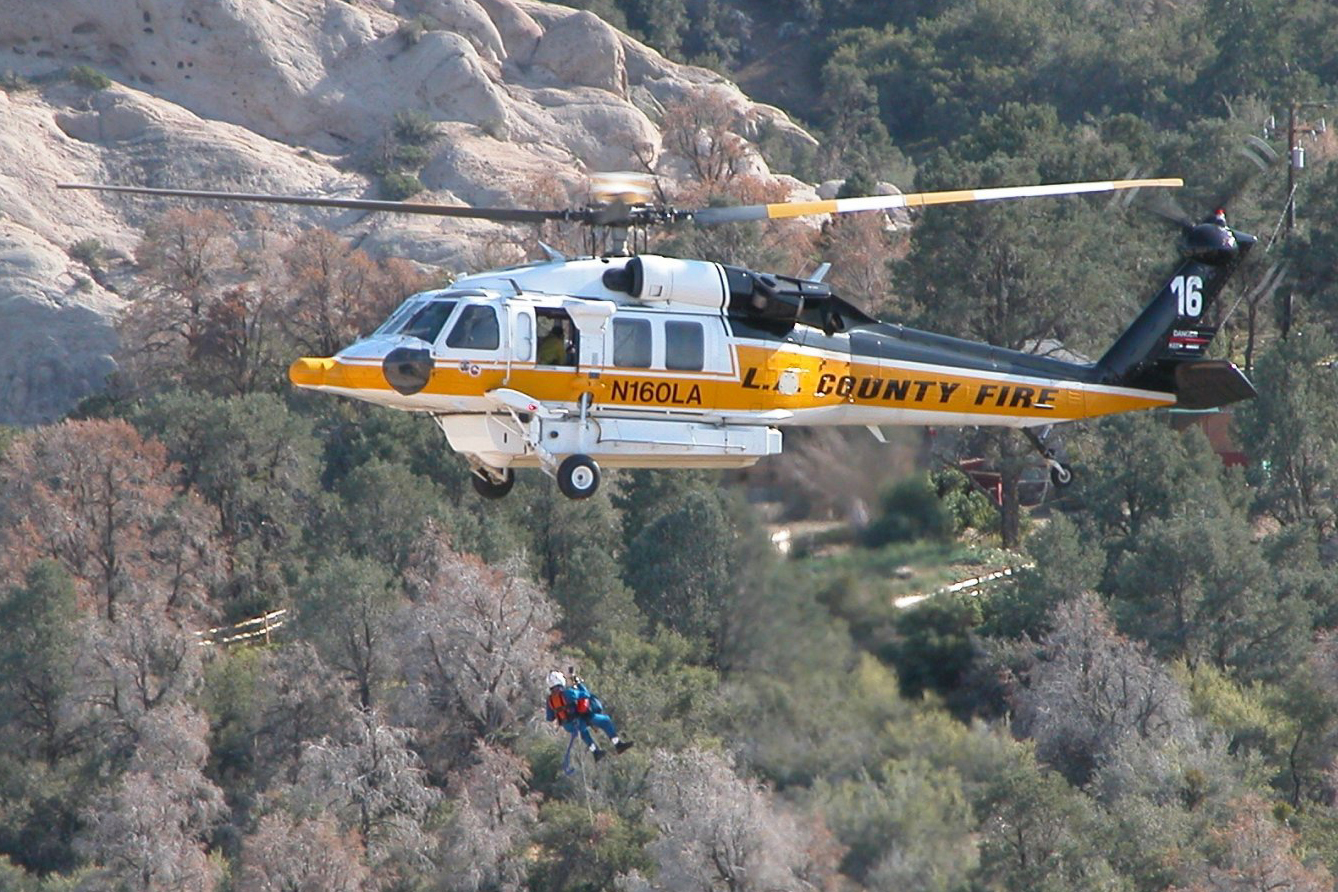
بالگرد سیکورسکی اس-۷۰

سیکورسکی اس-۷۰ دارای حداقل اوج‌گیری است و در خانواده بالگردهای نظامی قرار می‌گیرد و در کارخانه سیکورسکی ساخته شده است. این بالگرد در دو مدل نظامی و غیر نظامی استفاده می‌شود.
این بالگرد در سال ۱۹۷۴ اولین پرواز آزمایشی خود را انجام داد و در سال ۱۹۷۹ خود را به بازار معرفی کرد.
اکنون این بالگرد در نیروی هوایی ایالات متحده، نیروی دریایی ایالات متحده، گارد ساحلی ایالات متحده و نیروی زمینی ایالات متحده استفاده می‌شود.

## مدل‌های دیگر بالگردهای سیکورسکی
- بالگردهای بلک هاوک
- بالگردهای سی هاوک
- بالگردهای وایت هاوک
- بالگردهای پاوا هاوک
- بالگردهای جای هاوک